# T-shaped manager
T-shaped manager − styl zarządzania i menedżera autorstwa Jorgena Druda Hansena i Bolko von Oetingera.
Linia pozioma w literze T symbolizuje swobodny przepływ informacji i dzielenie się wiedzą w poziomie (między osobami i komórkami organizacyjnymi), podczas gdy linia pionowa symbolizuje koncentrację na celach biznesowych jednostki organizacyjnej, którą kieruje menedżer.
T-shaped manager odnosi się także do kompetencji. Taki manager powinien mieć przynajmniej podstawową wiedzę i umiejętności z wielu różnorodnych dziedzin (linia pozioma), ale specjalizować się w jednej konkretnej dziedzinie (linia pionowa);